# Franklin Albricias Goetz
Franklin Albricias Goetz (Alacant, 1892 - Pully, 1972) fou un polític republicà i mestre a l'Escola evangelista d'Alacant que va ser president de la Diputació d'Alacant.

## Biografia
Nascut en Alacant, 31 de maig de 1892, era fill de Julia Goetz procedent d'Alsàcia i Francesc Albricias, pedagog català, pastor evangelista i agent de la "Societat Bíblica Britànica" que va fundar en Alacant la 'Escuela Modelo', molt vinculada al Lliurepensament.
El jove Franklin després de graduar-se en l'escola paterna va anar a Suïssa a estudiar a l'Escola Normal (Seminar) del cantó de Neuchâtel per a obtindre el títol de mestre d'escola primaria, a més del de clergue de l'Església Evangèlica. A finals dels anys 1910 va tornar a Espanya a treballar a l'Escola Normal de Magisteri d'Albacete i membre de l'Església Evangèlica espanyola, però a l'any 1921 va haver d'anar a Alacant a treballar en l'escola paterna, aleshores al carrer Calderón de la Barca. Francmaçó com el seu pare, va ingressar amb el nom de «Teófilo» a la lògia Numancia nº 3 (Gran Orient Espanyol), la mateixa que Ángel Pascual i Devesa, i quan es va initziar l'època de plata ateneista ell es va associar. Poc després també va ser dirigent (1923) de la delegació alacantina de la Lliga Espanyola dels Drets de l'Home (1923) fundada una dècada abans en Madrid.
Es va involucrar a la política des de les seues idees republicanes i va participar en el moviment de Manuel Azaña Díaz, Acció Republicana, el 1930 en Alacant. Fou candidat a regidor de l'Ajuntament d'Alacant dins de la Conjunció Republicano-Socialista en les eleccions municipals espanyoles de 1931 en la llista encapçalada per Llorenç Carbonell i Santacruz, els fills del qual havien sigut alumnes seus, i després de la declaració de la Segona República Espanyola va ser elegit president de la Diputació d'Alacant. Un dels seus primers actes va ser la recepció del Palau Provincial d'Alacant, seu de la Diputació, projecte del arquitecte Juan Vidal i Ramos encarregat per Pascual Mas i Mas. A continuació va començar la preparació de la campanya electoral de les eleccions generals espanyoles de 1931 en les que va 
col·laborar amb la seua formació, i al mes de juliol va convocar unes assamblees d'alcaldes de la província per a treballar en l'avantprojecte d'Estatut d'autonomia valencià, propost per l'Agrupació Valencianista Republicana i nascut a l'Ajuntament de València, del qual ell era partidari conjuntament amb el metge Pascual aleshores president de la junta del Ateneu d'Alacant amb Albricias de vicepresident. Durant l'estiu va rebre la noticia de que l'antic alumne de la Escola del seu pare Rodolfo Llopis Ferrándiz va ser anomenat director de 'Primera Ensenyança'. En gener de 1932 va visitar Alacant el president de la Republica Niceto Alcalá-Zamora i fou hostejat al Palau Provincial on va ser rebut pel president Albricias i l'arquitecte Vidal. També estava en la seua agenda la inauguració del «Museu Arqueològic Provincial d'Alacant» en la planta baixa del palau. Com el govern havia restituït el 'Patronat Nacional de Turisme d'Espanya', nascut feia quasi un lustre, en maig de 1932 va ser constituïda la Junta provincial de Turisme presidida pel governador Vicente Almadro, vicepresident Albricias i altres entre els quals destacava l'alcalde d'Alacant Llorenç Carbonell que fou el principal valedor de la idea doncs volia acomodar l'antiga entitat municipal de Turisme nascuda en l'Ajuntament d'Alacant a finals del segle xix als nou temps.
L'any següent l'avantprojecte Estatut de la Regió Valenciana pareixia avançar la redacció però això el suport en la província d'Alacant no, i per a la seua promoció van fundar l'Agrupació Regionalista Alacantina. Després va anar a la reunió del Consell nacional d'Acció republicana al qual pertanyia, amb Josep Estruch Ripoll, president provincial i gran mestre regional de la lògia Llevant entre d'altres, quasi un mes abans de les eleccions generals espanyoles de 1933. Després de les eleccions es va incorporar a la fundació de Izquierda Republicana en qualitat de vocal, amb la resta dels seus "germans" de la lògia Numancia que es van mudar al socialisme i com a resultat de la participació en la vaga revolucionària d'octubre de 1934 fou destituït com a president de la Diputació, a més fou detingut aqueixos dies. Durant l'any 1935 es va bolcar en la seua escola després de la mort del seu pare i abans de les eleccions generals espanyoles de 1936, quan es va confeccionar la llista electoral de la que seria la coalició Front Popular, va haver d'enfrontar-se al sector dur liderat -precisament- per Rodolfo Llopis i com a resultat dels desacords va abandonar la coalició; tornada l'antiga corporació municipal a l'Ajuntament d'Alacant fou de nou regidor. Al any 1937, ja començada la Guerra civil espanyola, fou vicepresident de Izquierda Republicana i arribaria a ser alcalde accidental en l'etapa de Rafael Millá Santos (aleshores consell municipal), i va mostrar la seua preocupació per la insalubritat d'algunes cases de la ciutat. Després de la guerra es va exiliar pel franquisme a bord del Maritime amb la resta d'autoritats rumb a l'Algèria colonial, primerament a Alger i des de allí a Suïssa al cantó de Vaud, on està localitzada la Facultat de Teologia de l'Església Lliure i havia estudiat el seu pare d'acord amb les doctrines del Segon Gran Despertar, concretament en la ciutat de Pully. Abans de morir en eixa ciutat el 1972, anaria a ser bisbe de l'Església Evangèlica suïssa i un important membre de la seua comunitat mundial.
En 2013 l'Ajuntament d'Alacant li va posar el seu nom a una plaça.